# Centro de Estudios Farmacológicos y Botánicos
El Centro de Estudios Farmacológicos y Botánicos (CEFYBO) es un centro de investigación en biología de doble dependencia entre la Universidad de Buenos Aires y el CONICET.

## Historia
Fue creado en diciembre de 1974 por la resolución 869 de CONICET bajo el nombre de Centro de Estudios Farmacológicos y de Principios Naturales (CEFAPRIN). Sus impulsores fueron el Dr. Juan A.Izquierdo; el Ingeniero Agrónomo Osvaldo Boelcke y el Dr. Alvaro L. Gimeno. En su primera etapa desarrolla sus actividades en tres sedes: una en Vuelta de Obligado y Monroe, una segunda en el Instituto Darwinion y la última en la Facultad de Medicina de la UBA. Entre 1982 y 2005 muda sus actividades a Villa Crespo.
En 1989 se produce el cambio de nombre del instituto adoptando su actual denominación. En el 2005 se fusiona con el CIBIERG y pasa a ocupar su actual sede en la Facultad de Medicina de la UBA.

## Grupos de investigación

### Laboratorio de Farmacología
- Endocrinología Molecular
- Endocrinología Reproductiva
- Farmacología Molecular
- Fisiología y Farmacología de la Reproducción
- Fisiopatología de la Preñez y el Parto I
- Fisiopatología de la Preñez y el Parto-II
- Fisiopatología Ovárica
- Fisiopatología Placentaria
- Inmunofarmacología Tumoral
- Inmunología Celular y Molecular
- Inmunología de la Reproducción
- Inmunomoduladores y regeneración de órganos
- Neurobiología
- Neurofarmacología
- Neuroinmunoendocrinología
- Oncoinmunología Molecular
- Neuroquímica Retiniana y Oftalmología Experimental
- Reproducción y Metabolismo
- Biología de la Reproducción en Mamíferos
- Transducción de señales y cáncer

### Laboratorio de Botánica
- Clima y Vegetación
- Etnobotánica

## Nómina de directores
Se listan los directores del centro desde sus comienzos:
| Director                      | Período       |
| ----------------------------- | ------------- |
| Juan A. Izquierdo             | 1974-1980     |
| Alvaro L. Gimeno              | 1980-1985     |
| Enri S. Borda                 | 1985-1989     |
| Martha A. Fernández de Gimeno | 1989-2000     |
| Ana María Franchi             | 2000-2019     |
| Ruth Rosenstein               | 2019-presente |

## Consejo
Se encuentra compuesto por:
- Directora: Dra. Ruth Rosenstein (Vicedirectora a cargo)
- Vocales en representación de los/as investigadores/as: Dr. Hector E. Chuluyan, Dr. Fernando Correa, Dra. Cora Cymeryng, Dra. Mariana Farina, Dra. Alicia Jawerbaum, Dra. Silvina Pérez Martínez,Dra. María Laura Ribeiro
- Vocal en representación de los/as profesionales y técnicos/as:  Sra. María Cristina Lincon
- Vocal en representación de los/as becarios/as:  Lic. Dalmiro Gomez Ribot